# Rosie (Claw Boys Claw)
"Rosie" is een nummer van de Nederlandse band Claw Boys Claw. Het nummer verscheen op hun album $uga(r) uit 1992. In augustus van dat jaar werd het nummer uitgebracht als de eerste single van het album.

## Achtergrond
"Rosie" is geschreven door de gehele band en geproduceerd door Urban Dance Squad-drummer Michel Schoots onder zijn pseudoniem Magic Stick. Een versie van het nummer zonder percussie, genaamd "Rosie (Lambless)", verscheen op de B-kant van de single. Het nummer is een stijlbreuk met het vorige werk van Claw Boys Claw: waar tot dan toe vooral stevige muziek werd gemaakt, is "Rosie" een rustige ballad. Zanger Peter te Bos verbaasde zich publiekelijk dat hij kon zingen; tot dan toe schreeuwde hij vooral de liedteksten.
"Rosie" werd de enige single van Claw Boys Claw die de hitparades bereikte. In Nederland werd de single veel gedraaid op de landelijke radiozenders en werd een radiohit in de destijds twee hitlijsten. De single bereikte de 20e positie in de Nederlandse Top 40., terwijl in de Nationale Top 100 de 22e positie werd bereikt.. In de op zondag 7 februari 1993 gestarte nieuwe publieke hitlijst op Radio 3; de Mega Top 50, stond de single nog op de 41e positie in de lijst. 
In België behaalde de single géén notering in zowel de voorloper van de Vlaamse Ultratop 50 als de Vlaamse Radio 2 Top 30 en de Waalse hitlijst.
Sinds de editie van december 2016 staat de single genoteerd in de jaarlijkse NPO Radio 2 Top 2000 van de Nederlandse publieke radiozender NPO Radio 2, met als hoogste notering een 1231e positie in 2022.

## Hitnoteringen

### Nederlandse Top 40
| Hitnotering: 26-12-1992 t/m 06-02-1993 | Hitnotering: 26-12-1992 t/m 06-02-1993 | Hitnotering: 26-12-1992 t/m 06-02-1993 | Hitnotering: 26-12-1992 t/m 06-02-1993 | Hitnotering: 26-12-1992 t/m 06-02-1993 | Hitnotering: 26-12-1992 t/m 06-02-1993 | Hitnotering: 26-12-1992 t/m 06-02-1993 | Hitnotering: 26-12-1992 t/m 06-02-1993 |
| Week                                   | 1                                      | 2                                      | 3                                      | 4                                      | 5                                      | 6                                      |                                        |
| -------------------------------------- | -------------------------------------- | -------------------------------------- | -------------------------------------- | -------------------------------------- | -------------------------------------- | -------------------------------------- | -------------------------------------- |
| Positie                                | 38                                     | 24                                     | 21                                     | 20                                     | 24                                     | 35                                     | uit                                    |

### Nationale Top 100 / Mega Top 50
Deze hitlijst veranderde van naam en lengte in de periode dat de single genoteerd stond: vanaf zondag 7 februari 1993 (week 6 in deze tabel) ging de Nationale Top 100 over in de nieuwe publieke hitlijst op Radio 3; de Mega Top 50.
| Hitnotering: 12-12-1992 t/m 13-02-1993 | Hitnotering: 12-12-1992 t/m 13-02-1993 | Hitnotering: 12-12-1992 t/m 13-02-1993 | Hitnotering: 12-12-1992 t/m 13-02-1993 | Hitnotering: 12-12-1992 t/m 13-02-1993 | Hitnotering: 12-12-1992 t/m 13-02-1993 | Hitnotering: 12-12-1992 t/m 13-02-1993 | Hitnotering: 12-12-1992 t/m 13-02-1993 | Hitnotering: 12-12-1992 t/m 13-02-1993 | Hitnotering: 12-12-1992 t/m 13-02-1993 | Hitnotering: 12-12-1992 t/m 13-02-1993 |
| Week                                   | 1                                      | 2                                      | 3                                      | 4                                      | 5                                      | 6                                      | 7                                      | 8                                      | 9                                      |                                        |
| -------------------------------------- | -------------------------------------- | -------------------------------------- | -------------------------------------- | -------------------------------------- | -------------------------------------- | -------------------------------------- | -------------------------------------- | -------------------------------------- | -------------------------------------- | -------------------------------------- |
| Positie                                | 95                                     | 75                                     | 53                                     | 38                                     | 33                                     | 23                                     | 22                                     | 26                                     | 41                                     | uit                                    |

### NPO Radio 2 Top 2000
| Nummer met noteringen in de NPO Radio 2 Top 2000 | '16  | '17  | '18  | '19  | '20  | '21  | '22  | '23  | '24  |
| ------------------------------------------------ | ---- | ---- | ---- | ---- | ---- | ---- | ---- | ---- | ---- |
| Rosie                                            | 1760 | 1451 | 1648 | 1616 | 1457 | 1267 | 1231 | 1289 | 1242 |

1. ↑  Een vetgedrukt getal geeft de hoogste notering aan.
2. ↑  2016 was het eerste jaar met een notering voor dit nummer.